# Biserica „Sfântul Arhanghel Mihail” din Ciripcău
Biserica „Sf. Arhanghel Mihail” este o biserică amplasată în Ciripcău, raionul Florești, Republica Moldova. Este un monument arhitectural de importanță națională inclus în Registrul monumentelor Republicii Moldova ocrotite de stat cu nr. 1316 (raionul Florești). Datează din 1844.